# Darwin-Grabmaus
Die Darwin-Grabmaus (Oxymycterus nasutus) ist ein im östlichen Südamerika verbreitetes Nagetier in der Familie der Wühler. Die Population zählte zeitweilig als Unterart der Roten Grabmaus (Oxymycterus rufus).

## Merkmale
Diese kleine Grabmaus ist ohne Schwanz 125 bis 131 mm lang, die Schwanzlänge beträgt 87 bis 97 mm und das Gewicht liegt bei 50 bis 90 g. Es sind 27 bis 28 mm lange Hinterfüße und 17 bis 18 mm lange Ohren vorhanden. In das dunkle orangebraune Fell der Oberseite sind auf dem Kopf und auf dem Rücken mehrere schwarze Haare eingemischt. Es sind auch dunklere Exemplare ohne schwarze Haare bekannt. Auf den Seiten und auf der Unterseite kommt helleres Fell vor. Die Oberseiten der Pfoten tragen braune Haare. Der Schwanz kann unterseits heller oder gleichfarbig sein. Ansonsten entspricht die Art anderen Gattungsvertretern.

## Verbreitung
Dieses Nagetier ist vom Bundesstaat São Paulo in Brasilien bis ins östliche Uruguay verbreitet. Es lebt im Flach- und Hügelland bis 400 Meter Höhe. Die Darwin-Grabmaus hält sich in Sümpfen, in Sanddünen an der Küste sowie auf Weideland und anderen Grasflächen im Umfeld von Wasserläufen auf.

## Lebensweise
Abhängig von der Temperatur und der täglichen Lichtmenge sind die Exemplare tag- oder dämmerungsaktiv. Sie nutzen Trampelpfade von Wasserschweinen oder Meerschweinchen zur Fortbewegung im hohen Gras. Die Nahrung besteht hauptsächlich aus Käfern, Zweiflüglern, Schmetterlingen und anderen Insekten sowie aus wenigen Pflanzen. Weibchen können sich zu allen Jahreszeiten fortpflanzen doch die meisten Nachkommen werden zwischen September und April geboren. Pro Wurf kommen meist zwei und allgemein bis zu vier Neugeborene vor.

## Gefährdung
Für den Bestand liegen keine Bedrohungen vor. In geeigneten Landschaften tritt die Darwin-Grabmaus häufig auf. Die IUCN listet sie als nicht gefährdet (least concern).